# Becky Schroeder
 (mai 2021).
Pour les articles homonymes, voir Schroeder.
Rebecca « Becky » Schroeder (née en 1962, à Toledo) est une inventrice américaine, figurant parmi les plus jeunes Américaines à avoir déposé un brevet,,. 

## Biographie
Becky Schroeder est originaire de Toledo, dans l'Ohio. Son père, Charles Schroeder, est un avocat spécialisé dans les brevets et également inventeur. 
À l'âge de 10 ans, en observant son frisbee phosphorescent, Becky a eu l'idée d'utiliser une feuille de papier avec des lignes phosphorescentes qui pourrait être placée sous du papier à lettres, ce qui lui permettrait d'écrire même sans autre lumière disponible. Elle a obtenu le brevet pour cette invention le 27 août 1974, alors qu'elle avait 12 ans. La description officielle de son invention est « feuille de support luminescente pour écrire dans l'obscurité », mais elle est plus connue sous le nom de  Glow Sheet. La NASA s'est montrée intéressée par l'invention, car elle travaillait à l'époque sur une idée similaire,. 
L'année suivante, elle a obtenu son deuxième brevet pour une amélioration du premier ; elle a obtenu par la suite huit brevets supplémentaires pour des produits analogues utilisant la phosphorescence et l'électroluminescence. 
Ses Glow Sheets ont été utilisées par des infirmières travaillant la nuit dans les hôpitaux, pour ne pas avoir à réveiller les patients en allumant les lumières, ou encore par des marins la nuit sur les ponts des navires. Elle a également conçu une version utilisant des piles, appelée Glo Panel, et elle a vendu ses inventions par l'intermédiaire de la société qu'elle a créée, B.J. Products, à Toledo,. Becky Schroeder figure dans un livre pour enfants intitulé « Les filles pensent à tout »,.